# Габр'єл Морару
Габр'єл Морару (нар. 28 січня 1982) — колишній румунський тенісист.
Найвищу одиночну позицію світового рейтингу — 234 місце досяг 25 липня 2005, парну — 125 місце — 19 вересня 2005 року.
Завершив кар'єру 2014 року.

## Фінали за кар'єру

### Фінали в парному розряді: 10 (4–6)
| Легенда                                     |
| ------------------------------------------- |
| Турніри Великого шолома (0–0)               |
| Фінали Світового туру ATP (0–0)             |
| Серія Мастерс 1000 Світового Туру ATP (0–0) |
| Серія 500 Світового туру ATP (0–0)          |
| Серія 250 Світового туру ATP (0–0)          |
| Тур ATP Челленджер (4–6)                    |

| Титули за покриттям |
| ------------------- |
| Тверде (0–0)        |
| Трава (0–0)         |
| Ґрунт (4–6)         |
| Килим (0–0)         |

| Результат | Ранг | Дата              | Турнір                           | Покриття  | Партнер             | Суперники                                     | Рахунок          |
| --------- | ---- | ----------------- | -------------------------------- | --------- | ------------------- | --------------------------------------------- | ---------------- |
| Поразка   | 1.   | 14 листопада 2004 | Буенос-Айрес, Аргентина          | Ґрунт     | Віктор Йоніце       | Енцо Артоні Ігнасіо Гонсалес Кінґ             | 5–7, 3–6         |
| Поразка   | 2.   | 21 листопада 2004 | Санта-Крус-де-ла-Сьєрра, Болівія | Ґрунт     | Віктор Йоніце       | Енцо Артоні Ігнасіо Гонсалес Кінґ             | 3–6, 1–6         |
| Перемога  | 3.   | 27 березня 2005   | Saint–Brieuc, Франція            | Ґрунт (i) | Віктор Йоніце       | Міхал Мертиняк Даніель Вацек                  | 6–1, 6–4         |
| Перемога  | 4.   | 7 серпня 2005     | Тімішоара, Румунія               | Ґрунт     | Йонуц Молдован      | Ілія Кушев Радослав Лукаєв                    | 6–2, 6–0         |
| Перемога  | 5.   | 11 вересня 2005   | Брашов, Румунія                  | Ґрунт     | Йонуц Молдован      | Мелвін оп дер Гейде Денніс ван Схеппінген     | 6–1, 6–4         |
| Поразка   | 6.   | 15 липня 2006     | Оберштауфен, Німеччина           | Ґрунт     | Теодор-Дачан Кречун | Ернестс Гулбіс Міша Зверєв                    | 1–6, 1–6         |
| Поразка   | 7.   | 23 липня 2006     | Ріміні, Італія                   | Ґрунт     | Васіліс Мазаракіс   | Хуан Пабло Бжезіцькі Крістіан Вільяґран       | 2–6, 7–5, [6–10] |
| Перемога  | 8.   | 27 серпня 2006    | Манербіо, Італія                 | Ґрунт     | Адріан Унгур        | Міхал Пшисєнжний Федеріко Торрезі             | 6–3, 6–3         |
| Поразка   | 9.   | 3 вересня 2006    | Комо, Італія                     | Ґрунт     | Віктор Крівой       | Джеймі Дельгадо Джеймі Маррей                 | 2–6, 6–4, [7–10] |
| Поразка   | 10.  | 1 липня 2007      | Констанца, Румунія               | Ґрунт     | Горія Текеу         | Марк Форнель-Местрес Габріель Трухільйо-Солер | 4–6, 4–6         |